# إحصار أذيني بطيني من الدرجة الثانية
الإحصار الأذيني البطيني من الدرجة الثانية هو مرض يصيب نظام التوصيل الكهربائي للقلب، ويعني حصار التوصيل الكهربائي بين الأذينين والبطينين. يُشخَّص وجود إحصار أذيني بطيني من الدرجة الثانية عندما يفشل واحد أو أكثر (وليس كل) النبضات الأذينية في الوصول إلى البطينين بسبب خلل في التوصيل. يُصنَّف المرض على أنه حصار في العقدة الأذينية البطينية، ويُقسم إلى حصار من الدرجة الأولى (التوصيل البطيء)، أو من الدرجة الثالثة (إحصار تام).

## العلامات والأعراض
لا تظهر أعراض على معظم الأشخاص المصابين بإحصار القلب الفينكيباخي (النوع الأول لموبيتز). ولكن قد تظهر عادةً واحدة أو أكثر من الأعراض التالية:
- خفة الرأس
- دوخة
- الغشيان (إغماء)

## الأنواع
هناك نوعان غير متمايزين من الإحصار الأذيني البطيني من الدرجة الثانية: النوع الأول والثاني. في كلا النوعين تُمنَع الموجة بّي من بدء معقد كيو آر إس، ولكن في النوع الأول يتأخر ظهور المعقد كيو آر إس في كل دورة بشكل متزايد حتى يسقط أو يُحذَف تمامًا، بينما لا نجد هذا الشكل في النوع الثاني، إذ يختفي المعقد كيو آر إس مباشرةً.
يعتبر النوع الأول من الإحصار الأذيني البطيني من الدرجة الثانية أكثر اعتدالًا من النوع الثاني، إذ لم تظهر الدراسات النسيجية أي تغيرات هيكلية في النوع الأول.
سُمي كلا النوعين باسم الطبيب وولدمار موبيتز. سُمي النوع الأول أيضًا باسم كاريل فريدريك فينكباخ، وسُمي النوع الثاني أيضًا باسم جون هاي.